# 前田慧雲
前田 慧雲（恵雲、まえだ えうん、安政2年1月14日（1855年3月2日） - 昭和5年（1930年）4月29日）は、伊勢国桑名（現・三重県桑名市）出身の浄土真宗本願寺派の学僧。第2代東洋大学長、龍谷大学学長。「含潤」、「止舟斎」とも号した。

## 経歴
出生から修学期
1855年(安政2年)、桑名の西福寺に生まれた。漢文を大賀旭川、佐藤牧山の下で学び、また仏教学を西山教校、比叡山で修めた。松島善譲にも学んでいる。
東京上京以降
1888年に上京して大内青巒と共に尊皇奉仏を唱え、新欲主学問所の主事となった。東京大学講師として教鞭を執り、1904年からは高輪仏教大学学長を務めた。1906年、井上円了の意志を継いで哲学館大学を東洋大学と改称し、第2代学長に就任(1914年に退任)。1922年からは龍谷大学学長を務め、真宗教学の近代化に努めた。
1903年8月に『大乗仏教史論』を発表して大乗非仏説を批判。同年10月に「本願寺教学私見」を発表し、本願寺派から一時除籍された（1905年復籍）。
1930年に死去。墓所は東京都杉並区永福の築地本願寺和田堀廟所にある。

## 業績
天台研究に功績を残した。著作は『前田慧雲全集』(全8巻)にまとめられている。三重県出身者初の文学博士号取得者。
その人柄について、高嶋米峰は「学の人であると同時に、徳の人であり、又、信仰の人であると共に趣味の人であつた。」と評した。

## 著作
編著
- 『大日本続蔵経』
- 『大乗仏教史論』1888
  - 再版(3版) 文明堂 1903
  - 改訂再版(7版) 森江書店 1920
- 『仏教今古変一斑』
- 『天台宗綱要』
- 『仏教人生観』
- 『仏教思想講話』

著作集
- 『前田慧雲全集』(全8巻) 前田慧雲全集刊行会編、春秋社 1931-1932

## 前田慧雲に関する文献
- 龍溪章雄2009「前田慧雲の漢学塾修学時代：学問・思想形成過程をめぐる一考察」『眞宗學』119･120PDF
- 内手好太2024「真宗学誕生の前提：宗学近代化の黎明期と前田慧雲」『龍谷大学真宗学100年史』永田文昌堂, 35-48頁.
- 東洋大学 『東洋大学創立五十年史』 1937年